# Okane ga nai
Okane ga Nai (också känd som No Money) är en yaoimanga skapad av Hitoyo Shinozaki och ritad av Tohru Kousaka. Förutom manga har Okane ga Nai också blivit fyra stycken OVAs.

## Handling
Ayase Yukiya är en universitetsstudent som blir bedragen och såld av sin kusin på en auktion då kusinen har stora skulder. På auktionen köps Ayase av Somuku Kanou för 1,2 miljarder yen. Orsaken till att Kanou köpte Ayase är - även om Ayase inte minns det - att Ayase fyra år tidigare hjälpte Kanou. Kanou vill därför återbetala sin skuld till Ayase genom att skydda honom, men då Ayase inte har något minne av deras tidigare möte bestämmer sig Kanou, som har djupare känslor för Ayase, att tvinga Ayase att bo med honom. Ayase är sedan tvungen att betala av sin skuld - som Kanou också kräver ränta på var 10:e dag - genom att sälja sin kropp till Kanou för 500 000 yen gången.